# 소로친치 시장
《소로친치 시장》(러시아어: Соро́чинская я́рмарка 소로친스카야 야르마르카[*])는 러시아 제국의 소설가 니콜라이 고골이 집필한 단편 소설이다. 1831년 집필되어 단편 소설집《디칸카 근교 마을의 야회》1부에 실려 동년 1831년에 출판되었다.

## 참고 문헌
- 니콜라이 고골 (2021년 11월 15일). 《디칸카 근교 마을의 야회》. 번역 이경완. 을유문화사. ISBN 9788932405094.
- 김문황 (2018년 1월). “『소로친스까야 정기시장』 연구”. 《세계문학비교연구》 (세계문학비교학회) (62).